# Scribes
Scribes je programátorský editor s jednoduchým designem pro GNOME napsaný v Pythonu Lateefem Alabi-Okim. Poskytuje zvýrazňování syntaxe, automatické doplňování, chytré odsazování, doplňování párových znaků, šablony a záložky. Scribes je Svobodný software šířený pod licencí GNU General Public License.